# Berton L. Stevens
| (55561) Madenberg     | 9. Januar 2002    |
| (89903) Post          | 20. Februar 2002  |
| (90138) Diehl         | 25. Dezember 2002 |
| (111558) Barrett      | 6. Januar 2002    |
| (126749) Johnjones    | 20. Februar 2002  |
| (128065) Bartbenjamin | 19. Juli 2003     |
| (203602) Danjoyce     | 4. März 2002      |
| (205698) Troiani      | 8. Januar 2002    |

Berton Louis Stevens Jr. (* 4. April 1951 in Chicago) ist ein US-amerikanischer Amateurastronom und Asteroidenentdecker. Er entdeckte zwischen 2002 und 2011 insgesamt 60 Asteroiden.

## Leben und Wirken
Stevens studierte von 1969 bis 1973 am Illinois Institute of Technology in seiner Geburtsstadt Chicago. Von 1978 bis 1991 arbeitete er als Programmierer für Judge & Dolph in Elk Grove Village. Danach war er in Management-Positionen in der Datenverarbeitung tätig, insbesondere im Gesundheitswesen. 1990 heiratete er Janet Alene Madenberg.
Stevens engagiert sich in verschiedenen astronomischen Organisationen wie der Chicago Astronomical Society, deren Präsident er mehrere Jahre war. 1980 bis 1986 war er als Instructor am Adler-Planetarium und Astronomiemuseum in Chicago tätig. Er betreibt zusammen mit seiner Ehefrau Janet das Desert-Moon-Observatorium (IAU-Code 448) in Las Cruces in New Mexico.
Der Asteroid (38540) Stevens wurde nach ihm benannt.